# Chelidonisis philippinensis
Chelidonisis philippinensis är en korallart som beskrevs av Bayer och Carlo de Stefani 1987. Chelidonisis philippinensis ingår i släktet Chelidonisis och familjen Isididae. Inga underarter finns listade i Catalogue of Life.